# Motta Vallac
Motta Vallac är en kulle i Schweiz.   Den ligger i regionen Albula och kantonen Graubünden, i den östra delen av landet, 170 km öster om huvudstaden Bern. Toppen på Motta Vallac är 1 367 meter över havet, eller 32 meter över den omgivande terrängen. Bredden vid basen är 0,21 km.
Terrängen runt Motta Vallac är bergig. Närmaste större samhälle är Thusis, 12,4 km nordväst om Motta Vallac. 
I omgivningarna runt Motta Vallac växer i huvudsak blandskog. Runt Motta Vallac är det mycket glesbefolkat, med 5 invånare per kvadratkilometer.